# イアン・フォスター
イアン・フォスター（Ian Foster、1965年5月1日 - ）は、ニュージーランドのラグビー指導者。現在ニュージーランド代表のヘッドコーチ。

## プロフィール
- ニュージーランド・プトルル出身[1]。
- 現役時代のポジションはスタンドオフ(SO)。

## 略歴
現役時代はワイカト、チーフスでプレーしていた。
現役引退後、ワイカト、チーフス、U20ニュージーランドのコーチを歴任して、2011年、ニュージーランド代表のアシスタントコーチに就任。
2019年、スティーブ・ハンセンの後を受けてニュージーランド代表のヘッドコーチに就任。